# George Henry Fowke
George Henry Fowke (10 de Setembro de 1864 – 8 de Fevereiro de 1936) foi um oficial do Exército Britânico, que prestou serviço no Estado-Maior da Força Expedicionária Britânica durante a Primeira Guerra Mundial.